# USS LST-324
O USS LST-324 foi um navio de guerra norte-americano da classe LST que operou durante a Segunda Guerra Mundial.